# Lockesburg
Lockesburg – miasto w Stanach Zjednoczonych, w stanie Arkansas, w hrabstwie Sevier.